# Angelus Silesius

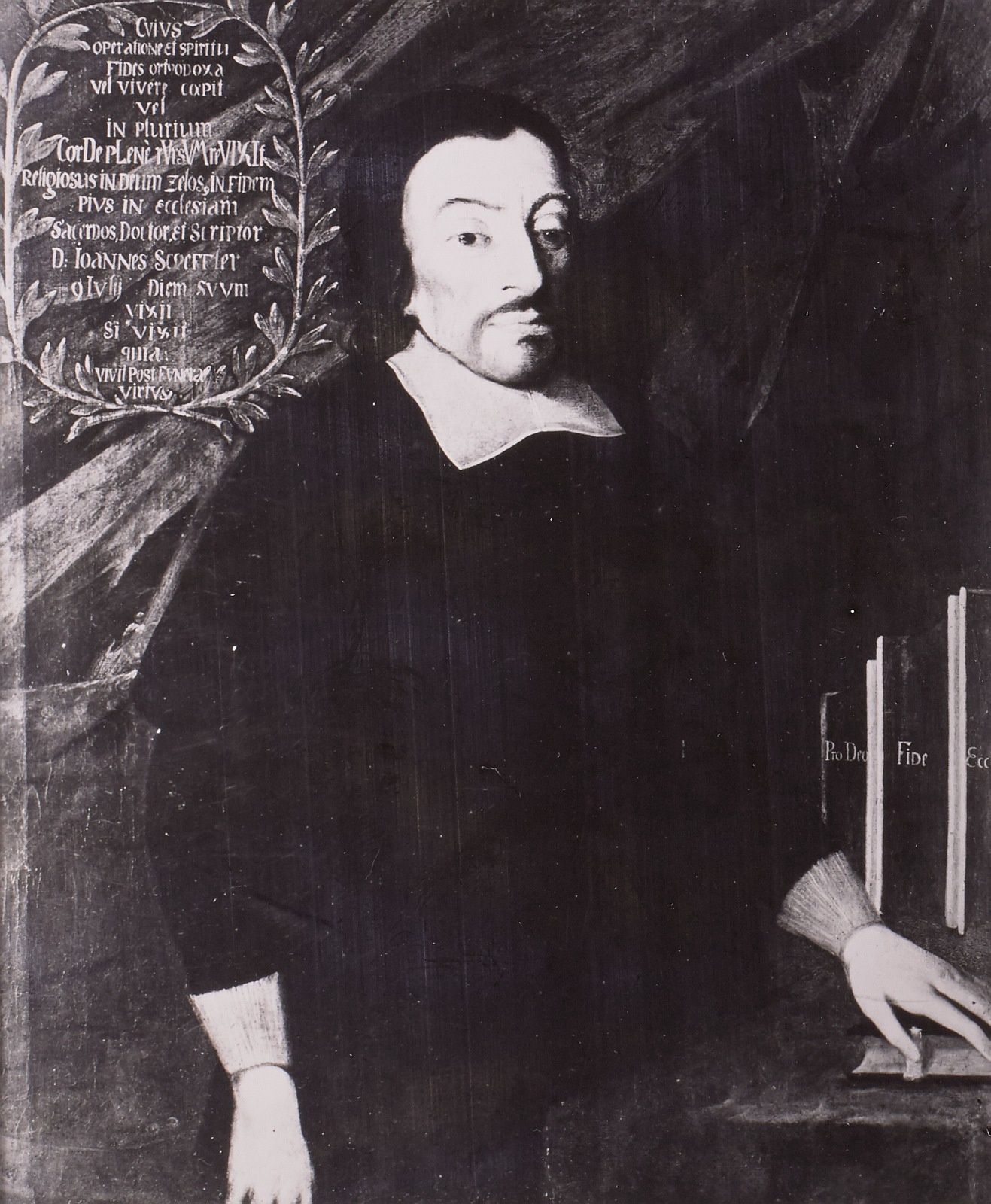
Angelus Silesius

Angelus Silesius (lateinisch für Schlesischer Bote/Engel, eigentlich Johannes Scheffler; geboren und getauft 25. Dezember 1624 in Breslau, Fürstentum Breslau; † 9. Juli 1677 ebenda) war ein schlesischer Lyriker, Theologe und Arzt. Seine tiefreligiösen, der Mystik nahestehenden Epigramme werden zu den bedeutendsten lyrischen Werken der Barockliteratur gezählt.

## Leben

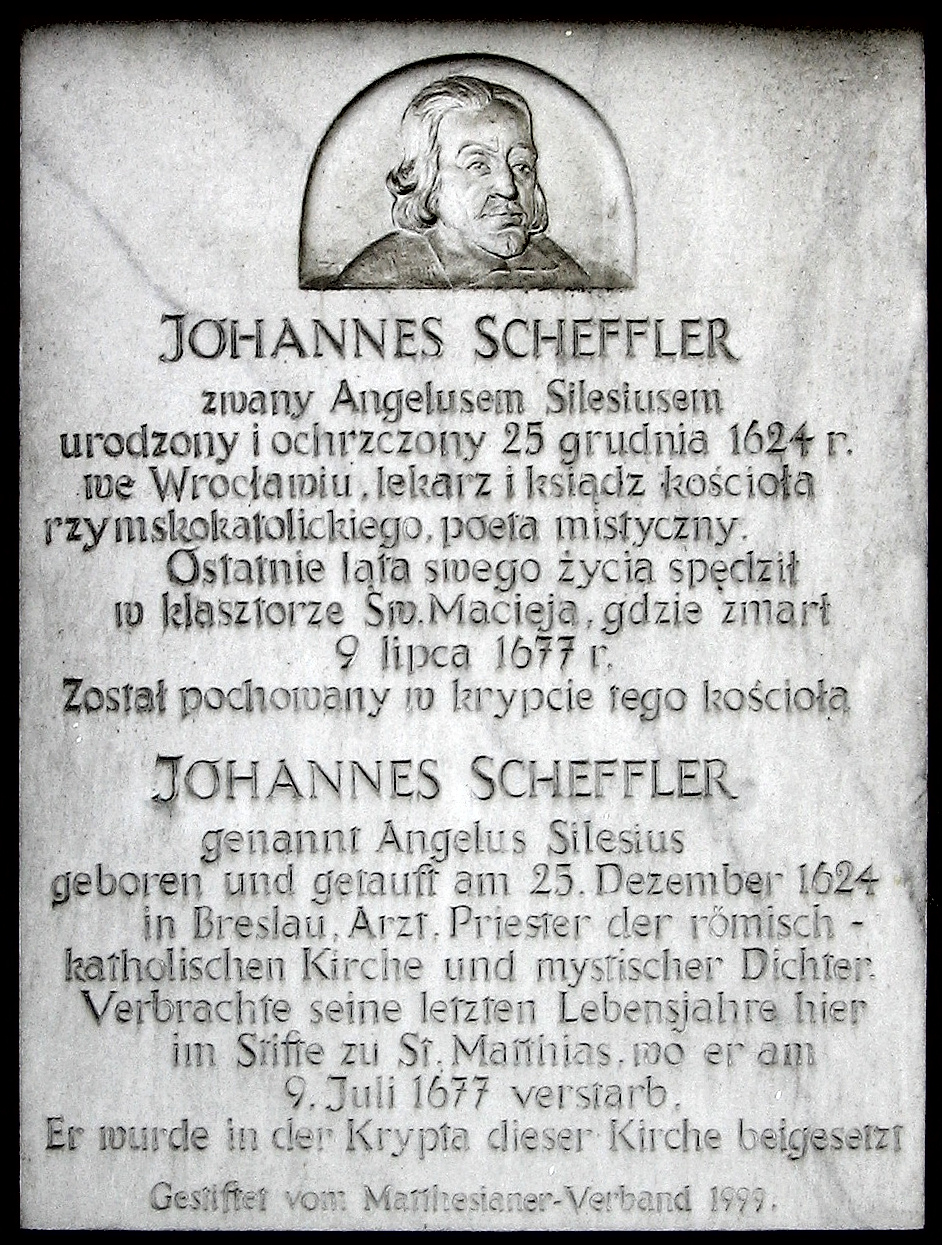
Gedenktafel an der Matthiaskirche in Breslau.

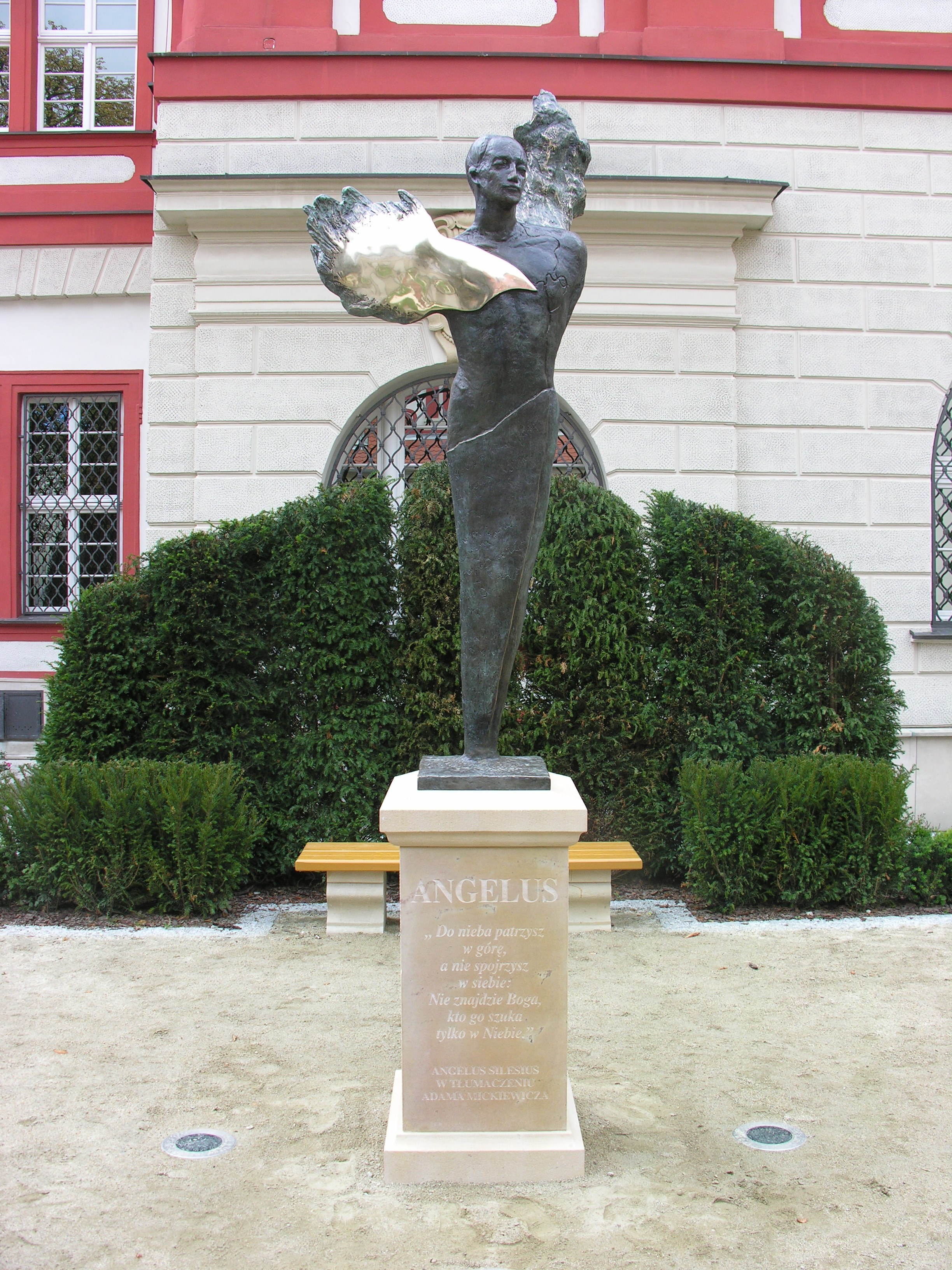
Denkmal in Breslau

### Jugend, Studium, Arztberuf
Johannes Scheffler wurde am 25. Dezember 1624 geboren und getauft. Sein Vater war Stanislaus Scheffler, ein polnischer Adliger, der von Krakau wegen seines evangelischen Glaubens nach Breslau übersiedeln musste. Stanislaus Scheffler starb bereits 1639, seine um vieles jüngere Frau Maria Magdalena Hennemann zwei Jahre später. Der Sohn besuchte von 1639 bis 1643 das Breslauer St. Elisabeth-Gymnasium. Von dessen Rektor Elias Major (1587–1669) und von seinem Freund Andreas Scultetus ermutigt, begann Scheffler erste lateinische Gelegenheitsgedichte zu verfassen und drucken zu lassen. Er widmete sie seinem Rhetorik- und Poetik-Lehrer Christoph Köler, Freund und Biograph von Martin Opitz.
In Straßburg begann Scheffler 1643 ein Studium der Medizin und des Staatsrechts, danach ging er nach Leiden (1644–1647) und schließlich an die Universität Padua (1647), wo er 1648 zum Doktor der Philosophie und der Medizin promoviert wurde. In Leiden kam er in Kontakt mit dem Mystiker und Theosophen Abraham von Franckenberg. Dieser machte Scheffler mit den Werken Jakob Böhmes bekannt, welchen Silesius später als Ursache, daß er zur Erkenntniß der Wahrheit gekommen und sich zur katholischen Kirche bekannt habe, bezeichnete.
1649 trat Scheffler in Oels als Leibarzt in die Dienste des streng lutherischen Herzogs Silvius Nimrod zu Württemberg-Oels. Als Franckenberg 1650 nach Schlesien zurückkehrte und in der Nähe von Oels lebte, kam es zwischen den alten Freunden zu vielen Begegnungen. Nach dem Tod Franckenbergs 1652 dichtete Scheffler ihm das Ehrengedächtniß, sein erstes Gedicht, das typisch für sein späteres Werk ist. Im selben Jahr gab er wegen Franckenbergs Tod und einem Streit mit dem Oelser Hofprediger Christoph Freytag, der ihm die Druckerlaubnis für eine kleine Anthologie mit Texten älterer Mystiker verweigerte, sein Amt als Leibarzt auf. Er ließ sich als Arzt in Breslau nieder.

### Kampf für den Katholizismus
Johannes Scheffler bekannte sich am 12. Juni 1653 in der Kirche St. Matthias zu Breslau öffentlich zur Römisch-katholischen Kirche und nahm den Namen „Angelus“ an, eine Hommage an den spanischen Mystiker Juan de los Ángeles (1536–1609, latinisiert auch Johannes ab Angelis oder Johannes de Angelis). Später fügte er den Herkunftsnamen „Silesius“ (der Schlesier) an, um Verwechslungen auszuschließen. Sein Konfessionswechsel hatte großes Aufsehen erregt und harte Kritik von protestantischer Seite hervorgerufen. So fühlte er sich veranlasst, 1653 eine Art Rechtfertigungsschrift zu veröffentlichen, die „Gründtliche Vrsachen vnd Motiven, Warumb er Von dem Luthertumb abgetretten Vnd sich zu der Catholischen Kyrchen bekennet hat“.
In dieser Schrift nennt er als ein Motiv seines Übertritts die freventliche Verwerfung der Mystik (Theologiae mysticae), die der Christen höchste Weisheit sei. Im herrschenden dogmatischen Protestantismus sah er Abgötterei der Vernunft. Die katholische Kirche, die nicht allein mit den Heiligen im Gebet kommuniziert, sondern auch der persönlichen Erscheinung und Besuchung genießt, sei der Leib des heiligen Geistes.
Nach seiner Konversion stellte er sich mit großer Konsequenz in den Dienst der Gegenreformation Schlesiens, die er mit insgesamt 55 sehr scharf und polemisch formulierten Streitschriften gegen die Protestanten unterstützte. Schon seine erste große Streitschrift (Türkenschrift, 1663) brachte ihm eine Anklage als Friedensstörer ein. Martin Luther nannte er einen Luzifer, der statt himmlischen Lichts nur höllische Finsternis gebracht habe; die Türkengefahr als Bedrohung des christlichen Abendlandes interpretierte er als göttliche Strafe für die lutherische Ketzerei. Die Drucklegung seiner Streitschriften wurde durch den Grüssauer Abt Bernhard Rosa finanziert. Einige seiner Lieder, so Mir nach, spricht Christus, unser Held oder Auf, Christenmensch, auf, auf zum Streit, wurden im 19. Jahrhundert zuweilen als Schlachtrufe missverstanden, die Katholiken und besonders die katholischen Fürsten zum Kampf gegen die Protestanten ermutigen sollten. Die Texte, die mit biblischen Metaphern zum Streit gegen Teufel, Fleisch und Sünde aufrufen, sowie ihre breite Rezeption in protestantischen Gesangbüchern widerlegen diese Deutung jedoch.
Ab 1654 bekleidete Angelus Silesius das Ehrenamt eines Hofarztes des Kaisers Ferdinand III. und wurde Mitglied der Rosenkranzbruderschaft. 1661 wurde Angelus Silesius für die Diözese Breslau in Neisse, dem Residenzort des Fürstentums Neisse, zum Priester geweiht. Er war bekannt dafür, ekstasetrunken an spektakulären Prozessionen teilzunehmen. Der Jesuit Daniel Schwartz schrieb in seiner Leichenrede auf Angelus Silesius, dieser sei bei seiner ersten Wallfahrt nicht als ein Privat Clericus, und minderer Priester aufgetreten, sondern als ein
Engel und Gottes-Both, unerschrocken und unüberwindlich, mit einer brennenden Fackel in der Lincken, mit einem Crucifix in der Rechten, mit einer dörnern Cron auff dem Haupt, mit einem Seraphischen Eyfer und Resolution im Hertzen.

### Letzte Jahre
Von 1664 bis 1666 war Angelus Silesius Hofmarschall des Breslauer Fürstbischofs Sebastian von Rostock. Danach lebte er bis zu seinem Tod zurückgezogen als Arzt für Arme und Kranke im Matthiasstift in Breslau. Er verschenkte sein gesamtes Vermögen nach und nach an Arme, sorgte für die Ausbildung von Waisenkindern und behandelte als Arzt unentgeltlich mittellose Patienten.
Ab 1666 machte sich Angelus Silesius, nachdem er sich in das Stift St. Matthias zurückgezogen hatte, an die Abfassung zahlreicher polemisch-theologischer Schriften, die 1677 unter seinem bürgerlichen Namen als Ecclesiologia gedruckt wurden. Angelus Silesius starb nach längerer Krankheit, die er durch ein streng asketisches Leben noch verschlimmert hatte, und wurde in der Breslauer Matthiaskirche beigesetzt.

## Werk
1657 veröffentlichte Angelus Silesius seine berühmten Epigramme Geistreiche Sinn- und Schlussreime, die seit der zweiten, um ein sechstes Buch vermehrten Ausgabe den Titel Cherubinischer Wandersmann tragen, meist zweizeilige Sprüche in gereimten Alexandrinern. Formale Vorbilder waren u. a. die Epigramme von Abraham von Franckenberg und Daniel Czepko. Als Vorbilder und Lehrmeister der geheimen Gottes Weißheit nennt Angelus Silesius u. a. Augustinus, Bernhard von Clairvaux, Meister Eckhart, Mechthild von Magdeburg, Johannes vom Kreuz und Johannes Tauler.
Der Hinweis auf die Cherubim im Titel der Gedichtsammlung bezieht sich auf die traditionelle Hierarchie der Engel und deutet an, dass der Versuch, den mystischen Weg zu Gott zu beschreiben, hier in einer intellektuellen, den Verstand ansprechenden Weise unternommen wird. Dem entspricht die pointierte Form des Alexandriner-Epigramms, die eine antithetische Darstellung und scheinbar paradoxe Feststellungen und Behauptungen unterstützt, mit denen das Unsagbare in Worte gefasst werden soll.
In Breslau erschien auch die Heilige Seelen-Lust Oder Geistliche Hirten-Lieder (zweite um ein fünftes Buch vermehrte Ausgabe 1668). Den Großteil der Melodien zu den Liedern schrieb der Breslauer fürstbischöfliche Musiker Georg Joseph. Etwa 50 der Geistlichen Hirtenlieder gingen in das Hallesche Gesangbuch ein, darunter Ich will dich lieben, meine Stärke.
Die Texte dieser Sammlung tendieren im Gegensatz zu der ersten Sammlung zur Erlebnisdichtung. Die Intensität des religiösen Anliegens befähigt das Ich zur unmittelbaren Aussage. Die Textgestalt von paarreimenden Vierzeilern bis kunstvollsten Strophen variiert den Grundgedanken der Liebe der Seele zu ihrem Heiland. Angelus Silesius knüpft an das Hohelied an, in dem die allegorische Deutung der Liebe zwischen Seele, der Braut, und Christus, dem Bräutigam, bis zur mystischen Vereinigung beschrieben wird. Formen und Motive der Schäferdichtung werden imitiert und für den geistlichen Zweck genutzt.

## Gedichtbeispiele
Gott ist ja nichts als gut: Verdammnis, Tod und Pein,

und was man böse nennt, muss, Mensch, in Dir nur sein.

Das Licht der Herrlichkeit scheint mitten in der Nacht.

Wer kann es sehn? Ein Herz das Augen hat und wacht.

Gott wohnt in einem Licht, zu dem die Bahn gebricht.

Wer es nicht selber wird, der sieht Ihn ewig nicht.

Halt an, wo läufst du hin, der Himmel ist in dir:

Suchst du Gott anderswo, du fehlst ihn für und für.

Ich bin so groß als Gott, er ist als ich so klein.

Er kann nicht über mich, ich unter ihm nicht sein.

Nicht du bist in dem Ort, der Ort, der ist in dir!

Wirfst du ihn aus, so steht die Ewigkeit schon hier.

Kein Ding ist hier noch dort,

das schöner ist als ich,

weil Gott, die Schönheit selbst,

sich hat verliebt in mich.

## Nachleben
Paul Hindemith vertonte 1935 Texte des Angelus Silesius in vier Liedern für Sopran und Klavier.
In Martin Scorseses Remake Movie Kap der Angst verballhornt der Verbrecher Max Cady (gespielt von Robert De Niro) einen Vers von Angelus Silesius: „Ich bin wie Gott, und Gott ist wie ich. Ich bin so groß wie Gott und Gott ist so klein wie ich. Er kann nicht über mir, ich nicht unter ihm stehen!“
In seinem Gedicht „Der Spruch“ nimmt der expressionistische Lyriker Ernst Stadler Bezug auf Angelus Silesius’ Vers: „Mensch werde wesentlich; denn wenn die Welt vergeht, so fällt der Zufall weg, das Wesen, das besteht.“
Martin Heidegger greift in seiner 1957 publizierten Vorlesung Der Satz vom Grund das Epigramm „Ohne warumb“ auf, um an ihm den Sinn seiner Interpretation des Satz vom zureichenden Grund zu erläutern. Darin wird eine Rose beschrieben, die ohne Grund nur um ihrer selbst willen blüht. Dasselbe Epigramm inspirierte auch Konstantin Wecker zum Titellied „Ohne Warum (sunder warumbe)“ seines 2016 veröffentlichten Livealbums Ohne Warum.

## Ehrungen
Nach Angelus Silesius sind in Freiburg, Ingolstadt, Köln und Landsberg Straßen benannt.

## Werke

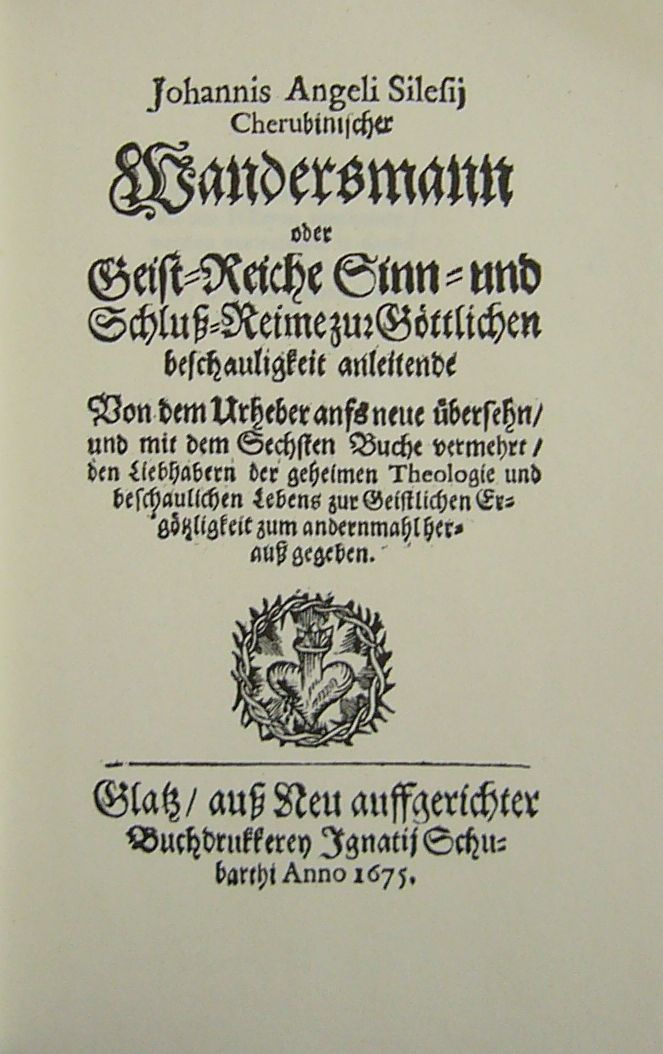
Titelseite Cherubinischer Wandersmann oder geistreiche Sinn- und Schlussreime

### Lyrik
- Bonus Consiliarius. 352 deutsche Alexandriner. Breslau 1642
- Kristliches Ehrengedächtniss des Herrn Abraham von Franckenberg. 1652
- Heilige Seelen-Lust Oder Geistliche Hirten-Lieder. Baumannsche Drukkerey, Breslaw 1657 (1.–3. Buch, 1668 erweitert um 4.–5. Buch); Musik von Georg Joseph[17]; darin:
  - Jesu, komm doch selbst zu mir (München 1810: Jesu, Jesu, komm zu mir)
  - Ich will dich lieben, meine Stärke
  - Morgenstern der finstern Nacht
  - Die Seele Christi heilge mich (Übertragung von Anima Christi)
  - Ich danke dir für deinen Tod
  - Wo willst du hin, weils Abend ist
  - Nun fähret auf Marien Sohn (Trier 1847: Er schwebt hinauf, der Gottessohn)
  - Liebe, die du mich zum Bilde
  - Dich, Jesu, loben wir (e-Lieder: Dich, König, loben wir)
  - Mir nach, spricht Christus, unser Held (1668)
  - Komm, Heilger Geist, du Schöpfer du (1668; Übertragung von Veni, creator Spiritus; E-Lieder: Komm, Heilger Geist, o Schöpfer du)
  - Auf, auf, o Seel, auf, auf zum Streit (1668; Halberstadt 1715: Auf, Christenmensch, auf, auf zum Streit)
- Geistreiche Sinn- vnd Schlussrime. Kürner, Wien 1657 (Digitalisat und Volltext im Deutschen Textarchiv)

1675 erweitert als Cherubinischer Wandersmann oder Geist-Reiche Sinn- und Schluss-Reime. Schubarth, Glatz (Digitalisat und Volltext im Deutschen Textarchiv)
- Sinnliche Beschreibung Der Vier Letzten Dinge. Jonisch, Schweidnitz, 1675
- Cherubinischer Wandersmann. Kritische Ausgabe hrsg. v. Louise Gnädinger, Philipp Reclam jun., Stuttgart 1984, ISBN 3-15-008006-1 (kart.), ISBN 3-15-028006-0 (geb.)

### Traktate und Streitschriften
- Gründtliche Vrsachen von Motiven, warumb Er Von dem Lutherthumb abgetretten, vnd sich zu der Catholischen Kyrchen bekennet hat. Hradetzckin, Olmütz, 1653
- Türcken-Schrifft Von den Ursachen der Türckischen Uberziehung. 1663
- Kehr-Wisch Zu Abkehrung des Ungeziefers Mit welchem seine wolgemeynte Türckenschrifft Christianus Chemmtis hat wollen verhast machen. Neisse, 1664
- Christen-Schrifft Von dem herrlichen Kennzeichen deß Volkes Gottes. Neisse, 1664
- Und Scheffler redet noch! Daß ist Johannis Schefflers Schutz-Rede Für sich und seine Christen-Schrifft. Schubart, Neisse, 1664
- Kommet her und Sehet mit vernünfftigen Augen wie Joseph und die Heiligen bey den Catholischen geehret. Schubart, Neisse, 1665 (Digitalisat HAB)
- Der Lutheraner und Calvinisten Abgott der Vernunfft entblösset dargestellt. Schubart, Neisse, 1665
- Gülden-Griff Welcher Gestalt alle Ketzer auch von dem Ungelehrtesten leichtlich können gemeistert werden. Schubart, Neisse, 1665
- Des Römischen Bapsts Oberhaubtmannschaft über die gantze allgemeine Kirche Christi. Schubart, Neisse, 1666
- Johannis Schefflers Gründliche Außführung Daß die Lutheraner auf keine weise noch wege ihren Glauben in der Schrifft zu zeigen vermögen und ihr Gott ein blosser Wahn Bild oder Ding ihrer Vernunfft sey. Schubart, Neisse, 1667
- Kurtze Erörterung Der Frage Ob die Lutheraner in Schlesien der in Instrumento Pacis denen Augsburgischen Confessions-Verwandten verliehenen Religions-Freyheit sich getrösten können. Tuchscherer, Prag, 1670
- Christiani Conscientiosi Sendschreiben An Alle Evangelische Universitäten in welchem er seine Gewissens-Scrupel proponirt. Schubart, Neisse, 1670
- Joann Schefflers Erweiß Daß der gröste Hauffe die rechte Kirche sey; Und man sich kurtzumb zu der Catholischen Kirche begeben musse wo man ewig Seelig werden wil. Schubart, Neisse, 1671
- J. E. InformationSchreiben Wegen des Fegefeuers an E. V. In welchem unüberwindlich erwiesen wird daß mehr als zwey Orte der Seelen nach dem Tode und ein Fegefeuer sey. Schubart, Neisse, 1672
- Hierothei Boranowsky Gerechtfertigter Gewissens-Zwang Oder Erweiß daß man die Ketzer zum wahren Glauben zwingen könne und solle. Schubart, Neisse, 1673
- Johannis Schefflers Alleiniges Him[m]elreich Das ist Abweisung Des schädlichen Wahns daß man wol Seelig werden könne wenn man gleich nicht Catholisch wird. Schubart, Neisse, 1675
- D. J. Schefflers Vernünfftiger Gottes-Dienst. Schubart, Neisse, 1675
- Der Catholisch gewordene Bauer Und Lutherische Doctor. Schubart, Neisse, 1675
- Ecclesiologia Oder Kirche-Beschreibung. Sammlung von 39 antilutherischen Streitschriften. Schubart, Grüssa, Rosa, Neisse, Glatz, 1677

### Werkausgaben
- Hans Ludwig Held: Angelus Silesius. Sämtliche poetische Werke in drei Bänden. 2. Aufl. München 1924. Weitere Auflagen: Hanser, München & Wien 1952. Nachdruck: Fourier, Wiesbaden 2002, ISBN 3-932412-10-9.
  - Band 1: Die Geschichte seines Lebens und seiner Werke. Urkunden
  - Band 2: Jugend- und Gelegenheitsgedichte. Heilige Seelenlust oder geistliche Hirten-Lieder der in ihren Jesus verliebten Psyche. [Enthält auch: Bonus Conciliarius und Christliches Ehrengedächtnis des Herrn Abraham von Frankenberg]
  - Band 3: Cherubinischer Wandersmann. Sinnliche Beschreibung der vier letzten Dinge.